# Dorfkirche Thalheim (Bitterfeld-Wolfen)

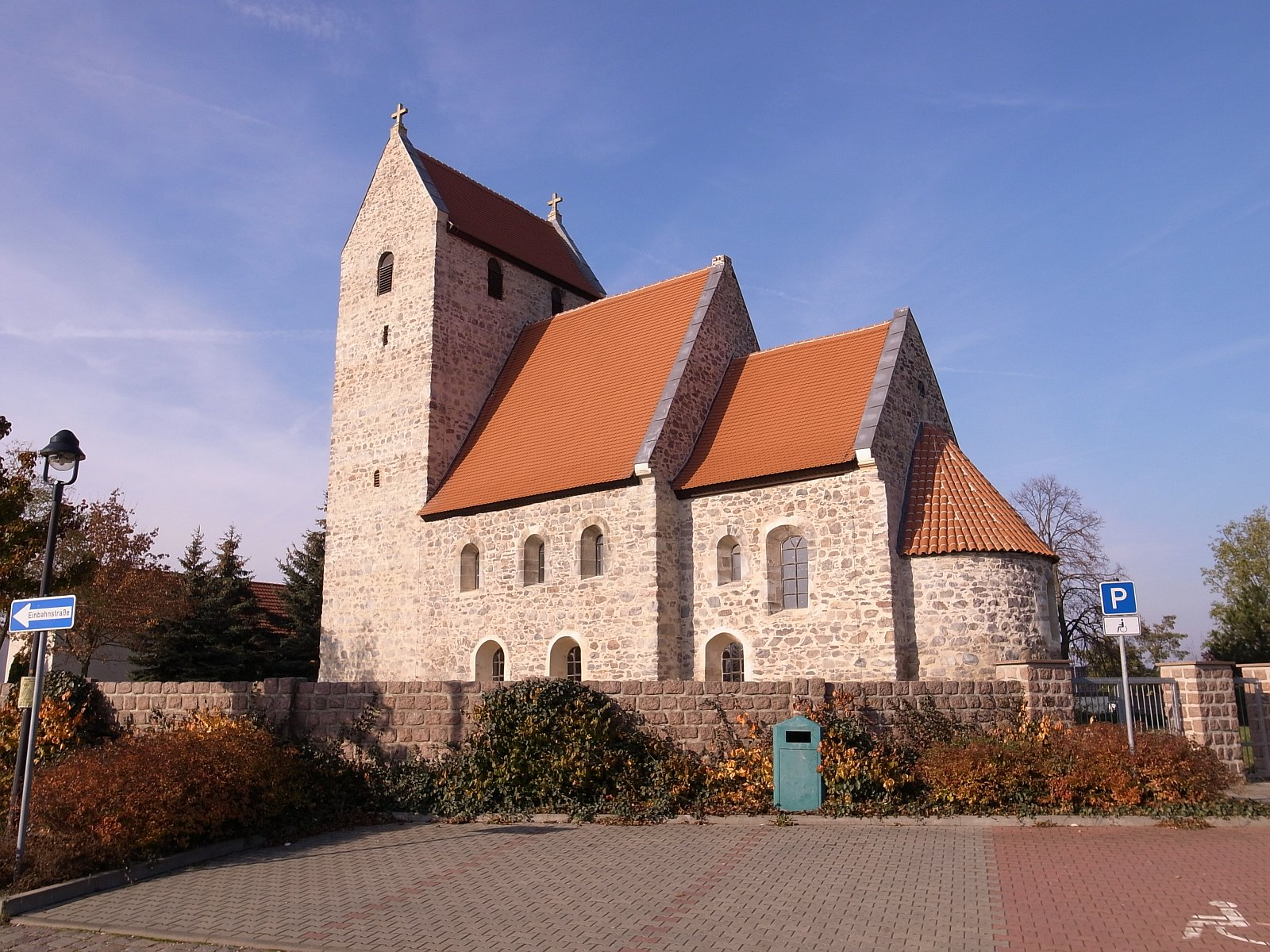
Kirche in Thalheim

Die romanische Dorfkirche in Thalheim, einem Teil der Stadt Bitterfeld-Wolfen im Landkreis Anhalt-Bitterfeld, Sachsen-Anhalt, wurde vermutlich um 1150 bis 1200 aus schwerem Porphyrbruchgestein und Findlingen errichtet. Sie gehört zum Pfarrbereich Sandersdorf des Kirchenkreises Wittenberg der EKMD und ist im Denkmalverzeichnis als Baudenkmal eingetragen.

## Baustil
Es handelt sich um eine spätromanische viergliedrige Saalkirche als vollständige Anlage mit Querwestturm, Kirchenschiff, Altarchor und Apsis. Die Kirche wurde in den Jahrhunderten nur geringfügig verändert. Damit ist sie eine der wertvollsten Kirchen im Kreis Bitterfeld und darüber hinaus. Die Kirche ist in Thalheim nicht nur das älteste Bauwerk, sondern mit ihrem 24,5 Meter hohen Turm auch das höchste und schon von weitem sichtbar. Die alte Bauweise der damaligen Zeit lief folgenderweise ab:
die Steine, welche die Bauern von ihren Feldern herantrugen, wurden immer höher aufeinander gestapelt und wenn eine Höhe erreicht war, an die man ohne weiteres nicht mehr heranreichte, so wurde ein Holzgerüst von außen angelegt und einige Balken gleich mit in das Mauerwerk eingemauert. Später wurden diese Balken einfach abgesägt und blieben in der Mauer.
Diese Holzreste verfaulten dann in den nächsten Jahrzehnten, und es entstanden kleine Löcher, welche dann noch mit passenden Steinen zugemauert wurden, oder auch nicht, denn in Thalheim ist an der Nordseite des Altarraums noch solch ein Loch der Nachwelt erhalten geblieben.
Romanische Baumerkmale, wie die romanische Fugentechnik im Turm und die Kämpferpaare aus Sandstein der 3 Bögen sind noch gut erkennbar. Am Äußeren machen sich einige bemerkenswerte Einzelteile bemerkbar, wie die Ecksteine der Giebelwände oder die Spitze des Apsidendachs. Diese Spitze ist aus Stein und endet in einem steinernen Knopf, über welchem eine durchbrochene Steinplatte eine Öffnung im Giebel des Altarraums verschließt. Der Knopf tritt natürlich nur halbrund vor die Giebelwand. Die Steinplatte ist quadratisch und zeigt ein diagonal gestelltes Kreuz. Dieser Knopf und die Steinplatte geben dem doch sonst so schmuckarmen Gebäude eine sehr reizvolle Wirkung. Aus allen diesen Profilen und Formen geht hervor, dass sie in spätromanischer Zeit gemeißelt worden sind. Die Schmucklosigkeit und die hohen schmalen Fenster lassen deutlich erkennen, warum diese Bauform auch als wehrhaft bezeichnet wird: das Kirchengebäude diente in kriegsreichen Zeiten oft als Schutzraum für die Bewohner des Ortes. Die Thalheimer Kirche hat sich diese Merkmale der romanischen Epoche wie kaum eine andere im Kreis Bitterfeld erhalten. Nur wenige Umbauten veränderten ihr Aussehen. In den Jahren 1891/92 gab es den größten Umbau: die Eingänge an der Nord- und Südseite der Kirche wurden zugemauert und durch den Turm nach Westen verlegt. Über diesem Portal steht seither der Spruch: „Hier ist nichts anderes denn Gottes Haus, hier ist die Pforte des Himmels“ aus dem 1. Buch Mose.
1950 wurde an der Südseite die kleine Winterkirche eingerichtet, dazu mussten die Bankreihen geteilt und der Gang in die Mitte gelegt werden. Der Altarraum hat eine flache Kassettendecke. In ihm befindet sich die steinerne Kanzel. In der Apsis befindet sich die Altarmensa mit einer Platte aus rotem Sandstein in der vorreformatorische Weihekreuze eingeritzt sind.

## Der Taufstock
Nachdem die Thalheimer Kirche 1637 ausgebrannt und zur Ruine geworden war, wurde sie 1660 bis 1670 von den Zanthiers aus Salzfurth wieder aufgebaut, und 1677 schenkte die Witwe Anna Helena von Zanthier, geborene von Lüderitz, die das Rittergut in Salzfurth besaß, den Thalheimern als erstes neues Ausstattungsstück der Kirche einen Taufstock. Dieser besitzt die vier Besonderheiten: er ist in Ständer und Haube gegliedert, gänzlich aus Holz gefertigt, achteckig und transportabel. Die Taufe muss aber dennoch einmal einen festen Standort in der Kirche gehabt haben, denn die Seilreste an der Haube weisen auf eine Zugvorrichtung hin, mit welcher der Haubenaufsatz bei Taufen abgehoben wurde. Von besonderem Reiz sind die vier Engelsköpfe und die mit Weinreben verzierten, gewundenen Beine der Taufe. Gekrönt wird die Taufe mit einem Pinienzapfen, der ein Fruchtbarkeitssymbol darstellt. Am oberen Rand steht der Widmungsspruch: „Gotte zu heilige Ehren diser Kirchen zu seeligen Gebrauche hat dieses Werck wie es ist verfertigen und sezzen Lassen die HochEdelgebohrene Frau Anna Helena gebohrne von Literitz Witwe von Zanthier Gedenke ihr das mein Gott im besten Nehem x3 – 1677“.
Die Taufe wurde 1998/99 in Dessau restauriert.

## Der Altar
Im hinteren Teil des Altarraums befindet sich die Altarmensa. Das eigentliche barocke Retabel stammt von 1692 und wurde bei der Restauration des Innenraumes 1891/92 dem Museum in Bitterfeld geschenkt, denn man wollte der Kirche ihren einstigen schlichten romanischen Stil wiedergeben. Die Kirchengemeinde hat sich bemüht, dem Altar seinen alten Platz wiederzugeben. Der Aufsatz kam 1998 in den kirchlichen Werkstätten nach Erfurt und wurde dort grundlegend restauriert. Das größte Problem bei der Restaurierung war ein Holzriss, der sich über das gesamte Retabel durch die Bilder zog. Mit einem Festgottesdienst zu Christi Himmelfahrt 1999 wurde der Altar wieder feierlich seinem Zweck übergeben.
Die Bemalungen an der Innenseite der halbrunden Apsis stellen Himmel und Hölle dar, die durch eine Lilienreihe getrennt sind. Das obere Bild des Altars zeigt die Auferstehung Jesu, der einen Wimpel mit einem roten Kreuz hält, und vier Soldaten und gibt der Bemalung als Himmel so einen Sinn. Das mittlere Bild mit der Kreuzigung Jesu, das sich vor der Lilienreihe befindet, zeigt die Mutter Jesu, deren Schwester Maria und Johannes. Die Lilien- und die weiße Reihe bekommt so dem Sinn der Reinheit und der Sündenvergebung, für die Jesus Christus gestorben ist. Das untere Bild des letzten Abendmahls mit den zwölf Jüngern vor dem Hintergrund als Höllenbrunst. Jesus wusste, dass er verraten werden würde und dass er sterben müsse; es muss für ihn die „Hölle auf Erden“ gewesen sein. Auf der Predella steht passend zum letzten Abendmahl der Vers 26 aus dem 11. Kapitel des 1. Korintherbriefes: „Sooft ihr von diesem Brodt esset und vom diesem Kelch trinket solt ihr des Herrn Todt verkündigen, biß daß er kömmet“. Die Symbole des Abendmahls Brot und Wein ziehen sich an den Rändern des Altars bis ganz nach oben und begleiten Jesus so auf seinem Leidensweg. Auf der linken Seite sind das Kornblumen und Ähren, auf der rechten Seite Weinlaub- und -trauben. An den Ohren der Auferstehungsszene lässt sich einmal links die geschlossene und rechts die offene und samenreiche Frucht des Granatapfels erkennen, der auch Passionsfrucht genannt wird und in diesem Sinne als Symbol für Jesus und die Gemeinde Christi zu sehen ist. Links neben dem unteren Bild steht der Evangelist Johannes mit seinem Symbol, dem Adler, und rechts der Evangelist Lukas mit seinem Symbol, dem Stier. Zwischen dem unteren und mittleren Bild ist eine Wappentafel angebracht und zeigt Namen vom Stifter und dessen drei Frauen: Zanthier, Schick, Miltitz und Welchhausen. Es handelt sich bei dem Altar um eine Schenkung Georg Heinrich Zanthiers (1638–1699) und dessen dritte Frau Dorothea von Welchhausen (1643–1706). Der ältere untere Teil des Altars hat einfache schwarze Säulen mit ionischen Kapitellen, während die Säulen des oberen Teils altrosa und grau marmoriert sind und korinthische Kapitelle tragen.

## Die Glocken
Die beiden historischen Glocken der Thalheimer Kirche stammen von 1617 und 1679. Der Glockenstuhl ist laut einer Einritzung etwa 1725 eingebaut oder erneuert worden. Die Aufhängungen und Klöppel der Glocken waren 1963 nur notdürftig ausgebessert worden, so dass bereits erhebliche Schäden an den Glocken selbst und am Glockenstuhl entstanden sind, so dass die Läutbarkeit der Glocken seit Neujahr 1999 eingestellt worden war. Im Frühjahr 2001 wurden sie instand gesetzt und läuteten am Ostersonntag nach über zweijähriger Pause wieder zum ersten Mal.
Bevor die einstmals kleinste Glocke 1917 im Ersten Weltkrieg zu Kriegsmaterialien eingeschmolzen wurde, bildeten die drei Glocken einen H-Dur-Quartsextdreiklang. Auch die große Glocke von 1679 war im Zweiten Weltkrieg zur Einschmelzung vorgesehen und schon 1942 aus dem Glockenstuhl entfernt worden. Glücklicherweise war der Krieg noch vor ihrer Einschmelzung, beendet und die Glocke konnte 1947 wieder im Turm aufgehängt werden.

## Sanierung
In den Jahren 2007 und 2008 wurde die Dorfkirche in ihrer äußeren Gestalt nach historischen Vorlagen komplett restauriert. Dabei wurden alle Dächer neu eingedeckt, alle Fassadenteile neu steinsichtig verputzt, dem Turm als Bekrönung zwei Sandsteinkreuze aufgesetzt, das Fundament trockengelegt, die Weganlagen neu gestaltet und sechs Schallluken in den Turm eingepasst. Die Kirchenmauer wurde bereits 2001 instand gesetzt.